# 1514
| 1514               |
| ------------------ |
| Dødsfald - Fødsler |
|                    |

| Gregoriansk kalender | 1514 MDXIV              |
| Ab urbe condita      | 2267                    |
| Armensk kalender     | 963 ԹՎ ՋԿԳ              |
| Kinesiske kalender   | 4210 – 4211 癸酉 – 甲戌 |
| Etiopisk kalender    | 1506 – 1507             |
| Jødisk kalender      | 5274 – 5275             |
| Hindukalendere       |                         |
| - Vikram Samvat      | 1569 – 1570             |
| - Shaka Samvat       | 1436 – 1437             |
| - Kali Yuga          | 4615 – 4616             |
| Iransk kalender      | 892 – 893               |
| Islamisk kalender    | 920 – 921               |

Konge i Danmark: Christian 2. 1513-1523
Se også 1514 (tal)

## Begivenheder
- Christiern Pedersen udgiver i Paris Saxos danmarkskrønike Gesta Danorum
- 9. oktober - Ludvig 12. af Frankrig gifter sig med Mary Tudor.

## Født
- 31. december – Andreas Vesalius, grundlæggeren af den moderne lægevidenskab.